# Harand (ort)
Harand (persiska: هرند) är en ort i Iran.   Den ligger i provinsen Esfahan, i den centrala delen av landet, 400 km söder om huvudstaden Teheran. Harand ligger 1 541 meter över havet och antalet invånare är 6 613.
Terrängen runt Harand är en högslätt. Runt Harand är det ganska tätbefolkat, med 144 invånare per kvadratkilometer. Harand är det största samhället i trakten. Trakten runt Harand är ofruktbar med lite eller ingen växtlighet.